# الحسين بن علي الفخي
أَبُو عَبْدِ الله الحُسَينِ بْنُ عَلِي العَابِد بْنِ الحَسَن المُثَلَّث بْنِ الحَسَن المُثنَى بْنِ الحَسَن السِبْط بْنِ عَلِي بْنِ أَبِي طَالِب العَلَوي الحَسَني المَدَني، المعروف بـالحُسين صاحِب فِخ، ولد عام 128 هـ، وأمه زينب بنت عبد الله بن الحسن بن الحسن بن علي بن أبي طالب، وقد قُتل بموقعة فخ في ذي الحجة يوم التروية سنة 169 أو 170 هـ.

## نسبه وسيرته
الحسين الفخي بن علي العابد بن الحسن المثلث بن الحسن المثنى بن الحسن السبط بن علي بن أبي طالب بن عبد المطلب بن هاشم بن عبد مناف بن قصي بن كلاب بن مرة بن كعب بن لؤي بن غالب بن فهر بن مالك بن النضر وهو قريش بن كنانة بن خزيمة بن مدركة بن إلياس بن مضر بن نزار بن معد بن عدنان.
يقع قبره في وادي فخ المعروف حاليًا بـوادي الزاهر وفيه قبور جماعة ‌من العلويين. ونقل أبو نصر البخاري عن محمد الجواد أنه قال: «لم يكن لنا بعد الطف مصرع أعظم من فخ»، وروى أبو الفرج الأصفهاني أن الحسين بن علي الفخي ويحيى بن عبد اللّه يقولان: «ما خرجنا حتى شاورنا أهل بيتنا، وشاورنا موسى الكاظم فأمرنا بالخروج».
وأشار الشاعر الشيعي دعبل الخزاعي إلى القبر في قصيدته التائية، وهي القصيدة التي قرأها على علي الرضا، وفيها: